# Ahn Jae-Hyung
Ahn Jae-Hyung (n. 8 ianuarie 1965) este un jucător de tenis de masă ce a reprezentat Coreea de Sud, medaliat olimpic. A participat la o ediție a Jocurilor Olimpice (1988) în care a câștigat o medalie de bronz.